# Еларджі
Еларджі (від груз. ელარჯი) — кукурудзяна каша з додаванням великої кількості сиру. Страва національної грузинської кухні, що походить із регіону Самегрело. Вариться на воді або (не традиційно для Грузії) молоці. Із сирів зазвичай використовується сулугуні.

## Приготування
Є кілька рецептів еларджі з різними пропорціями води (молока) та сиру, а також з використанням цілісних кукурудзяних зерен.
Для приготування страви потрібно тонкою цівкою всипати кукурудзяне борошно в холодну воду і варити дві години. Коли каша загусне, її знімають з вогню і додають нарізаний шматочками сулугуні або імеретинський сир (він може займати майже половину обсягу). Потім страву знову підігрівають на середньому вогні до розчинення сиру. Можна подавати із зеленню.
Еларджі добре підходить для сніданку.